# A magyar női labdarúgó-válogatott 2011. május 15-i mérkőzése
Előző mérkőzés - Következő mérkőzés
A magyar női labdarúgó-válogatott barátságos mérkőzése Horvátország ellen, 2011. május 15-én. A mérkőzés 1–1-es döntetlennel zárult.

## Keretek
A magyar női labdarúgó-válogatott szövetségi kapitánya, Kiss László, május 13-án hirdette ki, a tizenkilenc főből álló keretét a barátságos mérkőzésre. A keretben a magyar első osztályban szereplő játékosok mellett a válogatott rendelkezésére állt a Németországban szereplő Tóth Gabriella és Szuh Erika. Benkő Mónikára és Papp Eszterre vizsgáik miatt nem számíthatott a kapitány.
| Horvátország | Horvátország | Horvátország | Horvátország |
| Név          | Kor          | Vál./Gól     | Klub         |
| ------------ | ------------ | ------------ | ------------ |

| Magyarország      | Magyarország | Magyarország | Magyarország       |
| Név               | Kor          | Vál./Gól     | Klub               |
| ----------------- | ------------ | ------------ | ------------------ |
| Kovács Klaudia    | 20 éves      | 3 / 0        | Taksony SE         |
| Rothmeisel Dóra   | 27 éves      | 4 / 0        | MTK Hungária       |
| Tóth II Alexandra | 20 éves      | 14 / 0       | Viktória FC        |
| Szeitl Szilvia    | 24 éves      | 18 / 0       | 1. FC Femina       |
| Tálosi Szabina    | 22 éves      | 19 / 1       | Viktória FC        |
| Szórádi Nikolett  | 25 éves      | 12 / 0       | Győri Dózsa        |
| Demeter Réka      | 19 éves      | 7 / 0        | MTK Hungária       |
| Gál Tímea         | 26 éves      | 27/ 0        | MTK Hungária       |
| Jakab Réka        | 24 éves      | 24 / 7       | Győri Dózsa        |
| Smuczer Angéla    | 29 éves      | 56 / 1       | MTK Hungária       |
| Megyeri Boglárka  | 23 éves      | 5 / 1        | Viktória FC        |
| Rácz Zsófia       | 22 éves      | 17 / 2       | Viktória FC        |
| Szarvas Alexandra | 18 éves      | 3 / 0        | Viktória FC        |
| Tóth Gabriella    | 24 éves      | 34 / 2       | Lokomotive Leipzig |
| Szuh Erika        | 21 éves      | 7 / 0        | Lokomotive Leipzig |
| Papp Dóra         | 20 éves      | 3 / 0        | MTK Hungária       |
| Pádár Anita       | 32 éves      | 79 / 31      | 1. FC Femina       |
| Fogl Katalin      | 27 éves      | 18 / 3       | Taksony SE         |
| Méry Rita         | 26 éves      | 28 / 7       | MTK Hungária       |

 megjegyzés: Az adatok a mérkőzés napjának megfelelőek!

## Az összeállítások
| 2011. május 15. 17:00 (UTC+1) |

| Horvátország | 1 – 1   | Magyarország |
| ------------ | ------- | ------------ |
| Joščak 57'   | (0 – 1) | Szuh 23'     |

| NK Podravina Stadion, Ludbreg Nézőszám: 200 Játékvezető: Franolić |

| Horvátország | Magyarország |

| HORVÁTORSZÁG:        |    |                  |     |
|                      |    |                  |     |
| K                    | 1  | Nicole Vuk       |     |
| V                    | 2  | Antonija Čorak   |     |
| V                    | 3  | Sandra Žigić     |     |
| V                    | 6  | Mihaela Pavlek   | 66' |
| V                    | 4  | Allison Schurich |     |
| KP                   | 5  | Kristina Nevrkla | 46' |
| KP                   | 7  | Maja Joščak      |     |
| KP                   | 8  | Barbara Perić    | 79' |
| KP                   | 10 | Katarina Kolar   |     |
| CS                   | 9  | Iva Landeka      |     |
| CS                   | 11 | Andrea Valušek   | 55' |
| Cserék:              |    |                  |     |
| V                    | 13 | Dušanka Juko     | 66' |
| KP                   | 14 | Dragica Cepernić | 46' |
| KP                   | 15 | Ana Jelenčić     | 79' |
| CS                   | 17 | Josipa Bokanović | 55' |
| Szövetségi kapitány: |    |                  |     |
| Dean Klafurić        |    |                  |     |

| MAGYARORSZÁG:        |    |                   |     |
|                      |    |                   |     |
| K                    | 1  | Rothmeisel Dóra   |     |
| V                    | 2  | Demeter Réka      | 81' |
| V                    | 3  | Szeitl Szilvia    |     |
| V                    | 6  | Tálosi Szabina    |     |
| V                    | 4  | Gál Tímea         |     |
| KP                   | 8  | Jakab Réka        | 68' |
| KP                   | 5  | Smuczer Angéla    | 75' |
| KP                   | 10 | Tóth II Alexandra |     |
| KP                   | 7  | Tóth Gabriella    | 87' |
| CS                   | 9  | Pádár Anita       |     |
| CS                   | 11 | Szuh Erika        | 77' |
| Cserék:              |    |                   |     |
| K                    | 12 | Kovács Klaudia    |     |
| V                    | 14 | Szórádi Nikolett  | 81' |
| KP                   | 15 | Papp Dóra         | 68' |
| KP                   | 16 | Rácz Zsófia       | 75' |
| CS                   | 17 | Szarvas Alexandra | 87' |
| CS                   | 18 | Méry Rita         | 77' |
| Szövetségi kapitány: |    |                   |     |
| Kiss László          |    |                   |     |

## A mérkőzés
| „             | Úgy gondolom, hogy reális eredmény született. Az első félidőt inkább a horvátok uralták, mégis nekünk sikerült gólt szereznünk, míg a második félidőben jobban játszottunk, mint a hazaiak, ám nekik sikerült a kapuba találniuk. Agresszív, pressingre épülő játékuknak nehezen találtuk az ellenszerét, de igyekszünk tanulni a hibáinkból és a keddi mérkőzésen meglepni ellenfelünket. | ” |
| – Kiss László | |   |

## Örökmérleg a mérkőzés után
| Horvátország | :         | Magyarország |
| ------------ | --------- | ------------ |
| 0            | Győzelem  | 0            |
| 1            | Döntetlen | 1            |
| 1            | Gólok     | 1            |
| 1/3          | Pontok    | 1/3          |
| 33           | %         | 33           |